# 南沙大桥
南沙大橋（规划及建设时期稱为虎門二橋、虎门第二公路通道）是一座位于中国广东省珠江三角洲中部、横跨珠江的公路悬索桥，也是 广龙高速的起始路段。本桥距上游黄埔大桥约20公里。南沙大橋跨越珠江狮子洋的大沙水道和坭洲水道，东连东莞市沙田镇，西通广州市南沙区。南沙大桥是珠江三角洲高速公路网的重要组成部分，是连接广州绕城高速公路和广深沿江高速公路的重要过江通道，也是继虎门大桥后又一条沟通珠江出海口两岸的大型跨江懸索橋。南沙大桥已于2019年4月2日正式通车。

## 简介
自虎門大橋通車後，成為香港、深圳、東莞、惠州等珠三角東岸地區往返中山、珠海、佛山（順德等地）、江門等珠三角西岸地區的必經之路，隨著珠三角城市發展，大橋通車後十年日均車流量已接近七萬架次，遠超設計負荷，車龍有時更伸延至廣深高速公路及其他相连路段，輪候上橋時間達兩小時，在節假日內地高速公路免路費的時段車龍更長，因此在坊间有了“英雄难过虎门关（桥）”的戏言。
為紓緩虎門大橋塞車情況，中国国家发展和改革委员会於2013年6月核准了广东省虎门二桥立项，南沙大桥起点位于广州市南沙区东涌镇，与广州绕城高速公路南二环段对接，沿线跨越珠江大沙水道、海鸥岛、珠江坭洲水道，设大沙水道桥（主跨1200m悬索桥）、坭洲水道桥（主跨1688m悬索桥），比当年主跨888米的虎门大桥距离大。终点位于东莞市沙田镇，与广深沿江高速公路互通，主线全线均为桥梁工程，总长度12.891公里，车辆限速100km/h。

## 历史

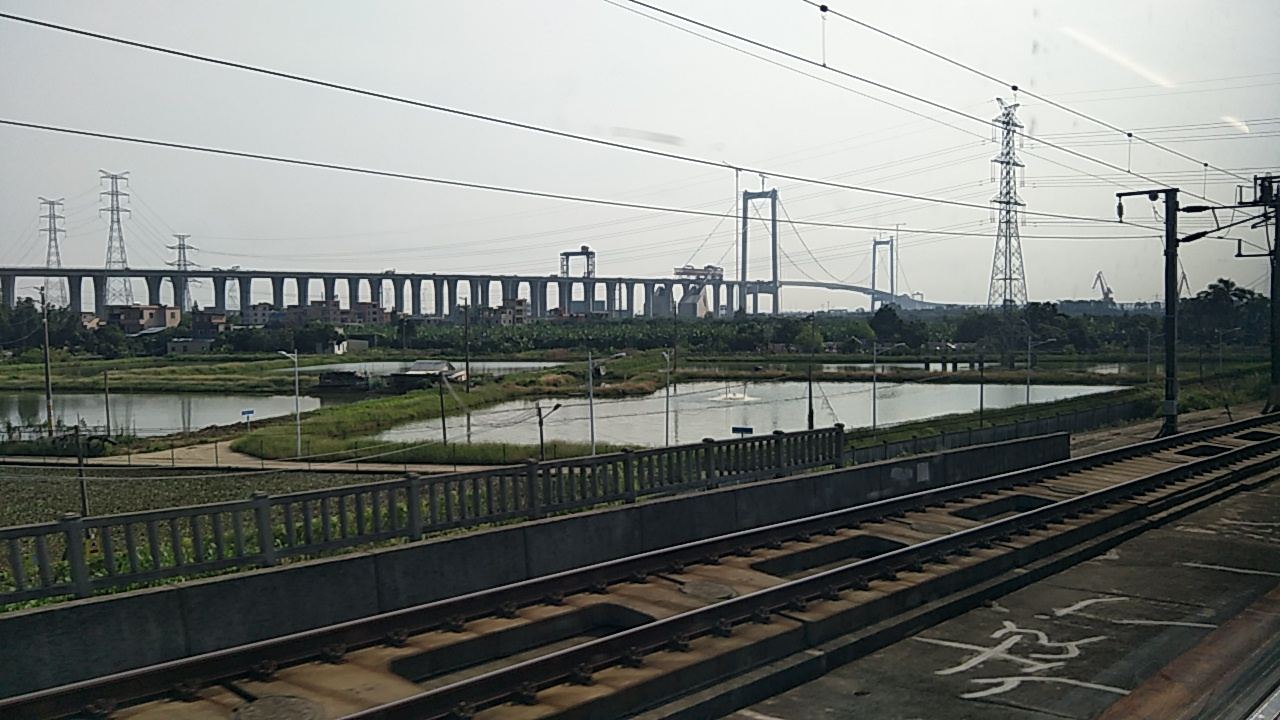
由广深港高铁望去的南沙大桥

### 线位规划及名称沿革
南沙大桥在最初规划即为东莞厚街至番禺东涌高速公路（现番莞高速公路厚街——东涌段）的一部分，西起番禺东涌，接珠三角经济区环形公路（约为现在的广州绕城高速公路）南环段和京珠高速公路广珠段（现广珠北线高速公路），向东横跨狮子洋后，设沙田互通立交与广深沿江高速公路相交，并继续延至厚街与广深高速公路相交，以桥东端附近的番禺莲花山而初步命名为“莲花山（独立特）大桥”；其后在2010年——2011年正式进入环评阶段后更名为虎门二桥（同时期的半官方报道也有称“虎门第二公路通道”）；再往后因为与虎门大桥名称相似，实际上却不经过虎门镇而造成指向困扰，东莞市交通局曾提议更名为“沙田珠江大桥”但未被采纳，2018年11月和2019年2月末——3月初即有不少传言甚至工程谍照显示虎门二桥要更名为南沙大桥（以桥西端知名度更高的南沙区命名）但未获上级部门确认；直至2019年3月31日才正式由有关管理部门批复在2019年4月2日开通时正式更名为南沙大桥。虽然名称一再变更，但线位变动乃至车道标准变动不大。

### 时间表
- 2003年：广东省交通厅启动了东莞厚街至番禺东涌高速公路（线位即为现在在建的番莞高速公路）预可行性研究[17]。
- 2007年：广东省交通厅开展了莲花山（独立特）大桥（即虎门二桥前身）项目业主公开招标工作[17][8]。
- 2008年：广东省省政府、广东省交通厅明确莲花山大桥由省交通集团负责投资建设和经营，同年，省公路建设有限公司成立莲花山大桥项目筹建处[17]。
- 2011年：完成海洋工程环境影响评价和海域使用论证[9]。
- 2013年6月：国家发展和改革委员会批准虎门二桥立项[5]。
- 2013年12月28日：虎门二桥开建[18]
- 2017年4月13日：虎门二桥坭洲水道桥高260米的塔柱封顶，标志着虎门二桥全部塔柱均封顶。[19]
- 2017年11月9日下午2时：虎门二桥大沙水道桥首片钢箱梁架设成功，本桥采用的钢箱梁全宽49.7米，是目前世界上最宽的整体式悬索桥钢箱梁，并由此创下了世界最宽悬索桥钢箱梁的吊装记录。[20]
- 2018年1月：虎门二桥主桥之一的大沙水道桥顺利合龙。[21]
- 2018年3月16日：虎门二桥项目坭洲水道桥主跨首片钢箱梁成功吊装，标志着虎门二桥工程建设全面进入到主梁架设阶段。[22]
- 2018年5月25日：虎门二桥主桥之一的坭洲水道桥顺利合龙，至此虎门二桥的主桥主体工程完成。[21][23]
- 2019年4月2日中午12时：虎门二桥通车启用，并正式确定名字为“南沙大桥”，惟海鸥岛出口并未一同开通。[24][7]
- 2019年4月25日中午12时：海鸥岛出口随海鸥岛立交一起正式启用，至此南沙大桥工程全部启用。[25]

## 特点
广东虎门二桥由中国交通建设集团第二公路工程局第五工程有限公司，中国交通建设集团第二航务工程局有限公司以及广东省长大公路工程有限公司承建，虎门二桥悬索桥主缆钢丝为中国研发及制造的1960兆帕钢丝，大沙水道桥采用的钢箱梁全宽49.7米，是目前世界上最宽的整体式悬索桥钢箱梁。

### 创下的记录
世界第一跨径钢箱梁悬索桥，中国第一跨径桥梁：本桥坭洲水道桥段（1688米）
世界上最宽的整体式悬索桥钢箱梁（49.7米）。
世界最大规模应用钢箱梁桥面环氧沥青铺装：13万㎡
目前中国最大铸钢件：本桥散索鞍（180吨）
目前中国悬索桥最高桥塔：本桥主塔（260米）
桥梁史上单次浇灌混凝土最大量：1.8万方。（2016年创下）
悬索桥索股架设速度新纪录：82天架设504根共1533672米索股（2017年创下）
沥青单日摊铺面积新纪录：单日超过20000平方米。（2018年创下）

## 互通枢纽及服务设施
| 地区                                                                                         | 里程 | 类型 | 名称   | 连接                                | 说明 |
| -------------------------------------------------------------------------------------------- | ---- | ---- | ------ | ----------------------------------- | ---- |
| 东莞市沙田镇                                                                                 |      | (13) | 沙田   | 广深沿江高速公路 番莞高速公路       |      |
| 广州市番禺区                                                                                 |      | (7)  | 海鸥岛 | 海鸥公路                            |      |
| 广州市南沙区                                                                                 |      | 枢纽 | 东涌   | 广州南二环高速公路 广珠北线高速公路 | 起点 |
| 1.000 英里 = 1.609 千米；1.000 千米 = 0.621 英里 并行路段 • 已关闭／取消 • 限制进入 • 未开放 |      |      |        |                                     |      |

## 通行费
2019年3月18日，广东省人民政府网站公布《广东省人民政府关于虎门二桥车辆通行费收费标准有关问题的批复》。批复指出，同意虎门二桥交工验收通车和收费站收费设施经验收符合省联网收费技术要求后开始收费，收费车型按国家统一标准进行分类；收费标准较虎门大桥为低。
| 车型类别 | 对应客车车型规格 | 对应货车车型规格                    | 全程通行费（人民币元） |
| -------- | ---------------- | ----------------------------------- | ---------------------- |
| 第1类    | ≤7座             | ≤2吨                                | 42                     |
| 第2类    | 8座～19座        | 2吨～5吨（含5吨）                   | 63                     |
| 第3类    | 20座～39座       | 5吨～10吨（含10吨）                 | 84                     |
| 第4类    | ≥40座            | 10吨～15吨（含15吨） 20英尺集装箱车 | 126                    |
| 第5类    | 不適用           | >15吨 40英尺集装箱车                | 147                    |

## 影響
南沙大橋通車後令虎門大橋擠塞情況得以改善。另外，來往虎門及南沙的渡輪服務因此而客量大減，從最高峰期的每日四千架次減至每日一千架次，因此渡輪公司在2019年5月26日結束來往虎門及南沙的渡輪服務。